# Robleda-Cervantes
Robleda-Cervantes là một đô thị trong tỉnh Zamora, Castile và León, Tây Ban Nha. Theo điều tra dân số 2004 (INE), đô thị này có dân số là 476 người.